# منا، اوکراین
شهر منا (به روسی: Мена) در استان چرنیهیو در کشور اوکراین واقع شده‌است. جمعیت این شهر ۱۲٬۹۴۰ نفر  است.

## نگارخانه

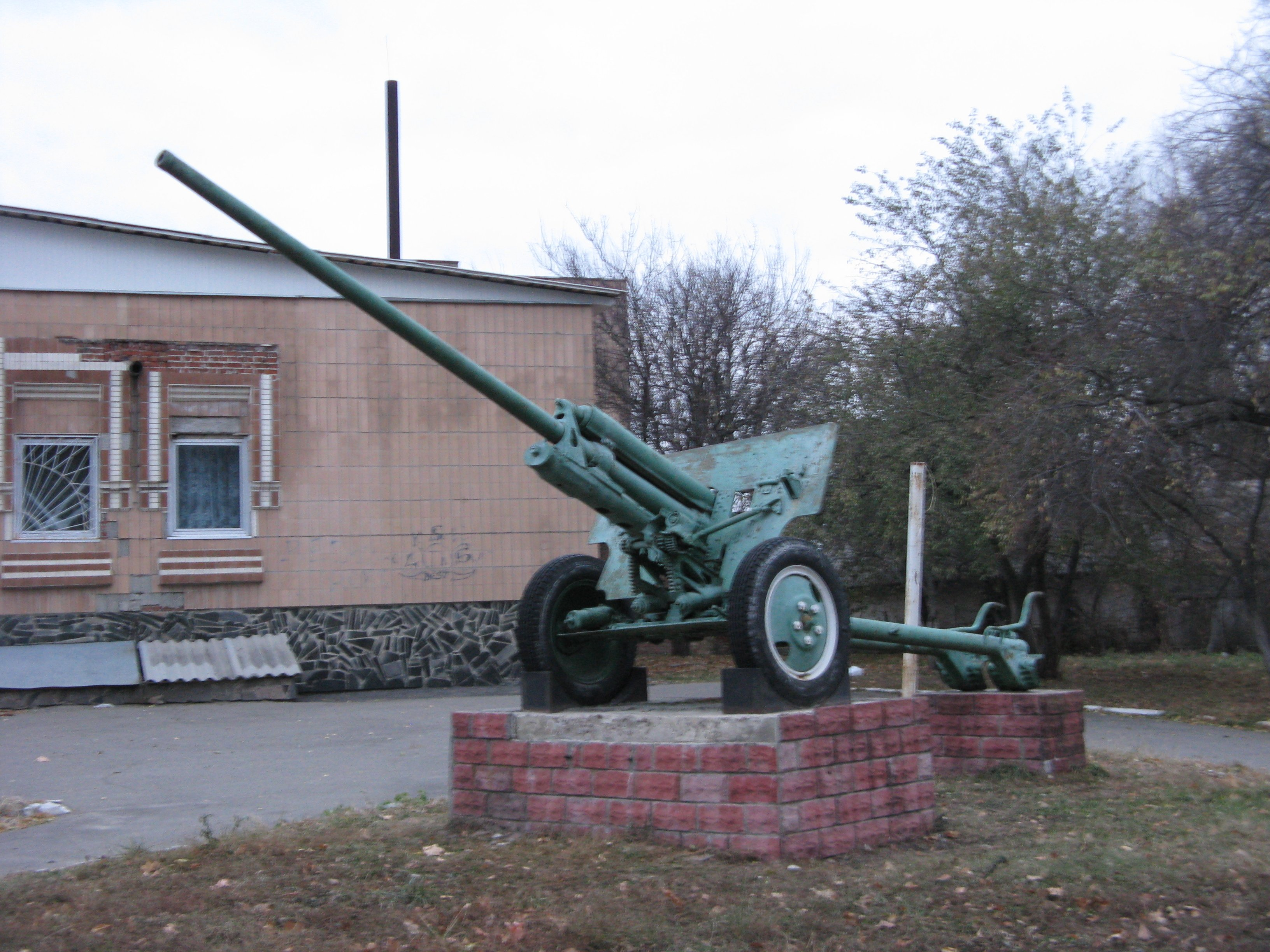
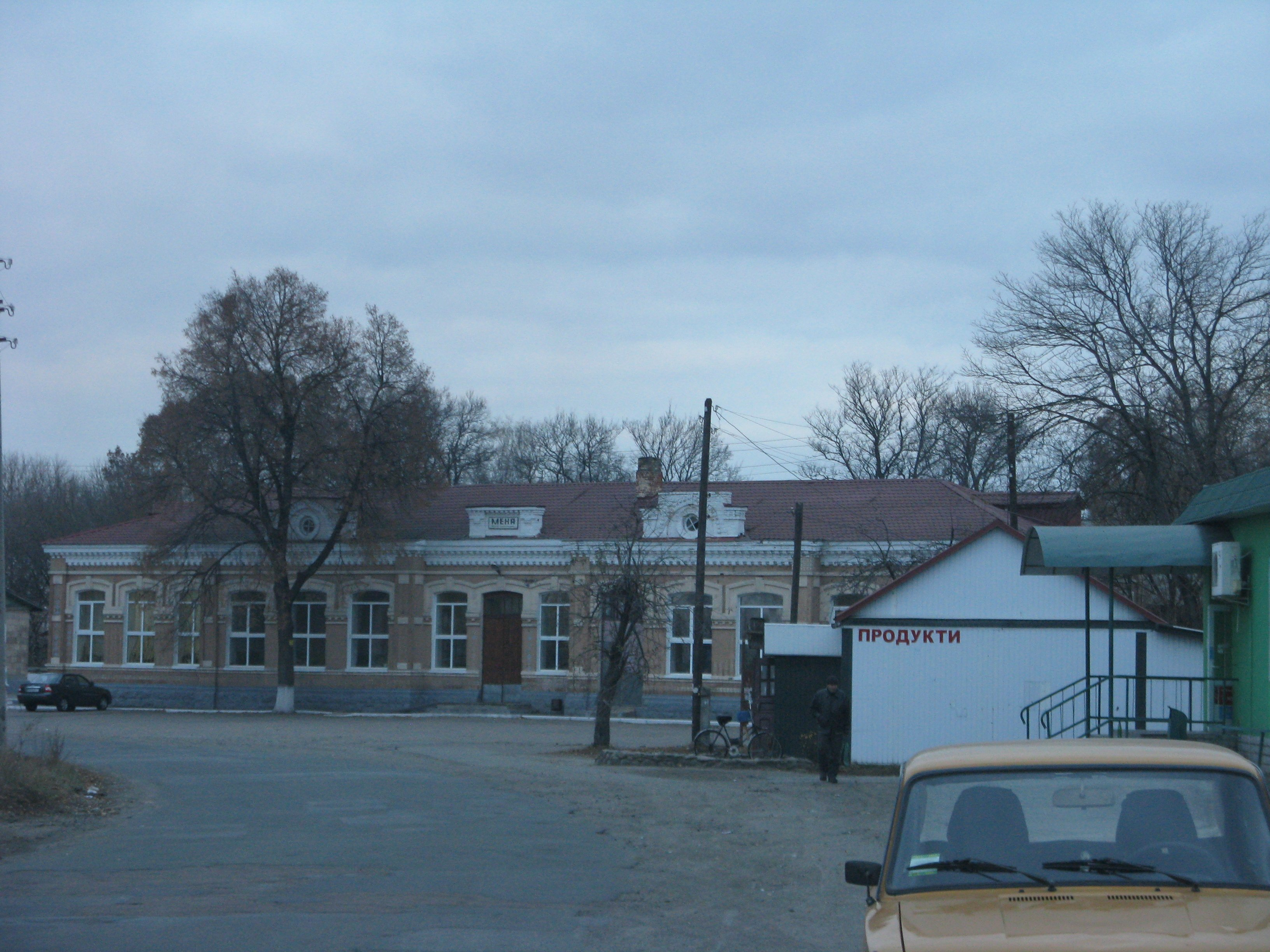